# Hulajpilśke
Hulajpilśke (ukr. Гуляйпільське, wcześniej Komsomolśke, ukr. Комсомольське) – wieś na Ukrainie, w obwodzie zaporoskim, w rejonie połohowskim. W 2001 liczyła 1058 mieszkańców.